# Helmut Woge
Helmut Woge ist ein ehemaliger Boxer und heutiger Boxtrainer. Ihm gelang es, als BSG-Boxer zweimal DDR-Meister zu werden.
Helmut Woge startete für die BSG Motor Mitte Magdeburg. Er wurde 1978 im Halbmittelgewicht und 1982 im Mittelgewicht DDR-Meister im Boxen. Das war ungewöhnlich, weil die Sportler der besonders geförderten Leistungszentren der Sportclubs die Titel normalerweise unter sich ausmachten. Sowohl 1978 als auch 1982 war Woge der einzige BSG-Boxer, der zu Titelehren kam. Nach seinem zweiten Meistertitel wurde er zum SC Magdeburg delegiert und erreichte 1983 wieder das Finale der DDR-Boxmeisterschaft im Mittelgewicht, das er allerdings gegen Henry Maske verlor.
Nach der aktiven Laufbahn wirkte er als Co-Trainer beim  MSV 1990, dem späteren 1. BC Magdeburg. Der Boxer Robert Woge ist sein Großcousin.